# Баби (Мазовецьке воєводство)
Баби (пол. Baby) — село в Польщі, у гміні Цеханув Цехановського повіту Мазовецького воєводства.
Населення — 65 осіб (2011).
У 1975—1998 роках село належало до Цехановського воєводства.

## Демографія
Демографічна структура станом на 31 березня 2011 року:
|          | Загалом | Допрацездатний вік | Працездатний вік | Постпрацездатний вік |
| -------- | ------- | ------------------ | ---------------- | -------------------- |
| Чоловіки | 35      | 3                  | 28               | 4                    |
| Жінки    | 30      | 4                  | 19               | 7                    |
| Разом    | 65      | 7                  | 47               | 11                   |